# 카로티노이드

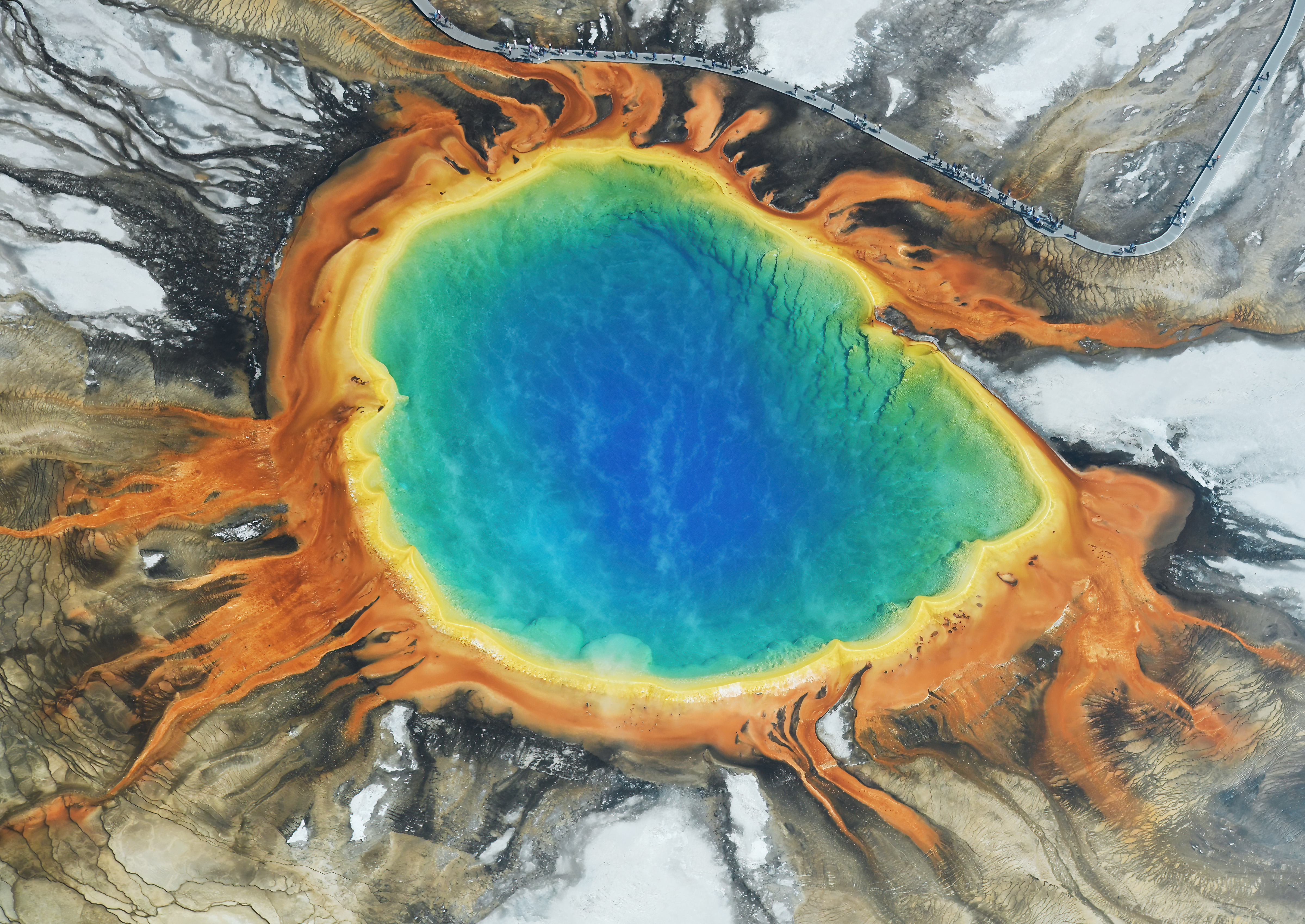
그랜드 프리즈매틱 스프링을 둘러싼 주황색 고리는 조류와 세균으로 생성되는 카로티노이드 때문이다.

카로티노이드(carotenoid, /kəˈrɒtɪnɔɪd/) 또는 테트라테르페노이드(tetraterpenoid)는 광합성을 돕고 자외선의 유해 작용을 막는 일종의 식물 색소인데, 베타카로틴과 같은 일부 카로티노이드는 동물에서는 비타민 A의 모체로서 도움을 주고, 시력과도 관계한다. 비타민 A로 전환될 수 있는 이러한 카로티노이드는, 프로비타민 A라고 불린다. H. Pfander에 따르면, 이러한 전환은 간에서 이루어진다.
카로티노이드는 기본적으로 유기 화합물 안료로서, 여러 박테리아와 균류뿐만 아니라 식물과 조류에서 생산된다. 카로티노이드는 모든 유기체에게 지방과 기타 기본 유기 대사 물질에서 생성될 수 있다. 카로티노이드를 생성하는 것으로 알려진 유일한 동물은 진딧물과 거미 진드기(spider mite)로 균류에서 능력과 유전자를 얻었다.
음식 섭취로 얻은 카로티노이드는 동물의 지방 조직에 저장되며, 육식 동물은 오직 동물성 지방으로만 카로티노이드를 얻는다.

## 성질
카로티노이드는 테트라테르페노이드(tetraterpenoid)에 속한다. (테트라테르페노이드는 40개의 탄소 원자를 가지고 있는데, 탄소 원자 10개를 가지고 있는 테르펜(terpene) 4개로 이루어져 있다) 구조적으로 카로티노이드는, 그 끝이 고리 구조이거나, 그 끝에 산소 원자가 붙어 있기도 하는 폴리엔(polyene) 탄화수소 사슬의 형태를 띠고 있다.
- 루테인, 제아잔틴과 같이, 산소를 포함하는 카로티노이드 분자는 잔토필로 알려져 있다.
- 알파카로틴, 베타카로틴, 라이코펜과 같이, 산소가 없는 카로티노이드는 카로틴으로 알렸다. 카로틴은 일반적으로 탄소와 수소만 포함하고 있고, 불포화 탄화수소의 일종이다.

가장 잘 알려진 카로티노이드는, 카로틴으로서 당근에 함유되어 있고, 밝은 오렌지 색을 띈다. 말린 당근은 100 그램 제공량의 RAE(retinol activity equivalent) 단위 기준으로 카로틴 함량이 가장 높다. 베트남의 과실인 Gac(치자의 일종)은 라이코펜의 농도가 가장 높은 것으로 알려져 있다.
카로티노이드의 색깔은, 연한 노랑, 밝은 오렌지, 진한 빨강 등으로 나타나는데, 이는 그 구조와 직접적인 연관이 있다. 잔토필은 보통 노란색이며, 그 색깔 때문에 잔토필이라는 이름이 붙었다. 카로티노이드의 이중 탄소-탄소 결합은, 공액계를 이루게 되는데, 이 때문에 분자의 전자가 분자의 다른 부분으로 자유롭게 이동할 수 있다. 이중 결합의 수가 늘어날 수록, 공액계의 전자는 이동할 공간이 많아지고, 더 적은 에너지로 상태(state)를 바꿀 수 있게 된다. 가시광선 스펙트럼의 끝 부분의 빛이 흡수됨에 따라, 화합물은 더욱 더 붉은 색을 띄게 된다.
카로티노이드는 일부 지방산과 같은 긴 불포화 지방족 화합물 사슬의 존재로 일반적으로 친유성이다. 인간과 다른 유기체에서 지용성 비타민의 생리학적 흡수는 지방과 담즙염의 존재에 직접 의존한다.

## 생리학적 효과
음식을 통한 카로티노이드 섭취와 임상 결과와의 상관관계에 대한 역학 연구에서 다양한 결론이 나왔다.
- 과일과 채소가 풍부한 식단(일부는 카로티노이드 함량이 높음)과 폐암 사이의 상관 관계를 살펴본 2016년 연구는 최대 400g/일까지 보호 효과가 있는 것을 밝혔다.[6]

- 2015년 연구에 따르면 카로티노이드 수치가 높은 음식은 두경부암을 예방하는 것으로 나타났다.[7]

- 카로티노이드의 전립선암을 예방 효과를 연구한 또 다른 2015년 연구에서, 몇몇 연구에서 카로티노이드가 풍부한 식이 요법과 보호 효과 사이의 상관 관계가 있는 것으로 밝혀졌지만 이것이 카로티노이드 자체에 기인한 것인지 여부를 판단 할 수 있는 증거가 부족하다는 사실을 발견했다.[8]

- 2014년의 연구는 카로티노이드와 비타민 A가 높은 식품의 섭취와 파킨슨병의 위험성 사이의 상관 관계를 발견하지 못했다.[9]

- 또 다른 2014년 연구에서는 카로티노이드의식이 섭취와 유방암 발병 위험에 관한 연구에서 그 상관관계를 밝혀냄에 있어서, 이전 연구에서 보였던 상충되는 결과가 발견되지 않았다.[10]

인간과 동물은 대부분 카로티노이드를 합성할 수 없으며 음식물 섭취를 통해 얻어야 한다. 카로티노이드는 동물에서 흔히 볼 수있는 장식적인 특징이다. 예를 들어 홍학과 연어의 분홍색, 벽 도마뱀(common wall lizard)의 노란색 변종, 요리된 바닷가재의 붉은 색은 카로티노이드 때문이다.
그들의 생리학적 및 화학적 특성을 고려할 때, 카로티노이드는 개인의 건강에 대한 가시적인 지표로 사용될 수 있고, 따라서 동물들이 잠재적 짝을 선택할 때 활용되기 때문에 장식적 특성(극단적인 예를 들면 puffin birds)에 사용되는 것이라는 이론이 제안되었다.

단순화한 카로티노이드 합성 대사회로

## 질병
일부 카로티노이드는, 박테리아가 산화적 면역 공격으로부터 자신을 보호하기 위해 생산한다. 황색포도상구균(Staphylococcus aureus)의 일부 균주의 이름(aureus = golden)을 붙여준 황금색 안료는 스타필로잔틴(staphyloxanthin)이라고 불리는 카로티노이드이다. 이 카로티노이드는 숙주 면역계에서 사용되는 활성 산소에 의한 죽음을 피하기 위한 항산화 작용을 하는 병독성 인자이다.

## 아로마 화학
이오논, 다마스콘(damascones) 및 다마스커논(damascenone)과 같은 카로티노이드 분해물은 또한 향수 및 향료 산업에서 광범위하게 사용되는 중요한 향료 화학 물질이다. β-다마스커논과 β-이오논은 모두 장미 증류액에서 농도는 낮지만 꽃 냄새를 유발하는 주요
화합물이다. 실제로, 홍차, 오래된 담배, 포도 및 많은 열매에 존재하는 달콤한 꽃 냄새는 카로티노이드 분해로 인한 방향족 화합물 때문이다.

## 같이 보기
- 플라보노이드